# Union von Arras

Union von Arras (gelb) und Union von Utrecht (hellblau), 1579

Die Union von Arras (niederländisch Unie van Atrecht) war ein am 6. Januar 1579 in Arras geschlossener Bund zwischen den katholischen Territorien im Süden der Spanischen Niederlande. Der Union gehörten die Provinzen Artois und Hennegau mit den Städten Lille, Douai und Orchies an.
Die Union bekannte sich ausdrücklich zum spanischen König Philipp II. und forderte die Durchsetzung des katholischen Glaubens als Staatsreligion für die Niederlande. Darüber hinaus sollte der Staatsrat wieder die Rechte erhalten, die er zur Zeit Karls V. gehabt hatte und seine Besetzung zu zwei Drittel der Zustimmung der Generalstaaten bedürfen. Außerdem wurde die Stationierung ausländischer Truppen in den Niederlanden abgelehnt.
Das Bekenntnis zum katholischen Glauben löste als Reaktion die Utrechter Union der calvinistisch-protestantischen Provinzen im Norden aus, die sich am 25. Januar von Spanien lossagten und zugleich aus dem Verband des Heiligen Römischen Reichs Deutscher Nation ausschieden. 1581 ging aus der Utrechter Union die Republik der Sieben Vereinigten Niederlande hervor.
Flandern und Brabant, die zunächst zur Utrechter Union tendiert hatten, fielen mit dem Fall Antwerpens 1585 im Achtzigjährigen Krieg dauerhaft an Spanien.